# M/S Elisabeth Bakke
M/S Elisabeth Bakke var ett norskt lastfartyg som vid det tyska anfallet på Norge den 9 april 1940 befann sig i Göteborg. Fartyget genomförde tillsammans med fyra andra norska fartyg en lyckad genombrytning av den tyska Skagerrakspärren, Operation Rubble, och nådde Kirkwall den 25 januari 1941.
Under resten av andra världskriget seglade fartyget för norska Nortraships räkning i ett antal konvojer, både över Atlanten och i Medelhavet  och återlämnades till ägaren i oktober 1945.
- År 1954 fick fartyget ny huvudmaskin: 5 cyl. 2T EV B&W. 6500 Bhp
- År 1970 såldes fartyget till Mesa Industri & Shipping A/S, Sandefjord och döptes om till Elisabeth.
- År 1973 såldes fartyget till Birger Grahn, Oslo och döptes om till Bigra.
- År 1974 såldes fartyget slutligen till upphuggning i Spanien.[2]